# Kasachische Eishockeymeisterschaft 1993/94
Die Saison 1993/94 war die zweite Spielzeit der kasachischen Eishockeyprofiliga. Es nahmen drei Vereine, die insgesamt fünf Mannschaften stellten, am Wettbewerb teil. Den Titel des Kasachischen Meisters sicherte sich Torpedo Ust-Kamenogorsk, der damit den Titelgewinn des Vorjahres erfolgreich verteidigte.

## Modus
Die fünf Teilnehmer spielten in einer Dreifachrunde, so dass jede Mannschaft auf die Anzahl von zwölf Spielen kam. Die Mannschaft mit den meisten Punkten sicherte sich am Ende die Meisterschaft.
Für einen Sieg in der regulären Spielzeit von 60 Minuten erhielt eine Mannschaft zwei Punkte, der unterlegene Gegner ging leer aus. Bei einem Unentschieden erhielt jede Mannschaft einen Punkt.

## Abschlusstabelle
Nach Ablauf der zwölf Runden sicherte sich Torpedo Ust-Kamenogorsk souverän den Meistertitel. Das Team aus Ust-Kamenogorsk stellte insgesamt drei der fünf Teilnehmer, da neben der zweiten Mannschaft auch die Junioren des Vereins an der Meisterschaft teilnahmen. Hinter Meister Torpedo Ust-Kamenogorsk belegten Stroitel Karaganda und der HK Bulat Temirtau mit Abstand die weiteren Plätze.
Torpedo Ust-Kamenogorsk und Stroitel Karaganda spielten im Saisonverlauf parallel in der Internationalen Hockey-Liga.
Abkürzungen: Sp = Spiele, S = Siege, U = Unentschieden, N = Niederlagen, Pkt = Punkte
|                                  | Sp | S  | U | N | Tore  | Pkt   |
| -------------------------------- | -- | -- | - | - | ----- | ----- |
| Torpedo Ust-Kamenogorsk          | 12 | 10 | 1 | 1 | 94:21 | 21:03 |
| Stroitel Karaganda               | 12 | 7  | 1 | 4 | 46:38 | 15:09 |
| HK Bulat Temirtau                | 12 | 3  | 4 | 5 | 45:59 | 10:14 |
| Torpedo Ust-Kamenogorsk 2        | 12 | 3  | 3 | 6 | 42:60 | 09:15 |
| Torpedo Ust-Kamenogorsk Junioren | 12 | 2  | 1 | 9 | 29:78 | 05:19 |

## Auszeichnungen
| Auszeichnung       | Spieler                          | Team                    |
| ------------------ | -------------------------------- | ----------------------- |
| Bester Torhüter    | Witali Jeremejew                 | Torpedo Ust-Kamenogorsk |
| Bester Verteidiger | Alexei Troschtschinski           | Torpedo Ust-Kamenogorsk |
| Bester Stürmer     | Oleg Schulajew                   | Torpedo Ust-Kamenogorsk |
| Topscorer          | Oleg Krjaschew                   | Torpedo Ust-Kamenogorsk |
| Topscorer          | 21 Punkte (13 Tore + 8 Vorlagen) |                         |